# Giannis Gravanis
Giannis Gravanis (* 16. Januar 1958 in Domokos; † 30. April 2012 in Patras) war ein griechischer Fußballspieler und ‑trainer.

## Werdegang
Gravanis begann mit dem Fußballspielen in seiner Heimat Domokos, bevor er im Juli 1977 einen Profivertrag bei Panionios Athen bekam. Am 10. Januar 1978 gab er sein Debüt in der Alpha Ethniki, der höchsten Spielklasse in Griechenland. Mit seiner Mannschaft gewann er 1978/79 den Griechischen Fußballpokal. 1982 stand er für drei Spiele im Kader der Griechischen Fußballnationalmannschaft. Nach 269 Spielen für Panionios Athen, in denen er 14 Tore schoss, wechselte er 1988 zu Panachaiki, wo er jedoch nur ein Jahr unter Vertrag stand und nur sechs Spiele bestritt. 1989 führte ihn sein Weg nach Patras, wo er später seine aktive Karriere beendete.
Nach seiner aktiven Karriere arbeitete er als Trainer bei APS Fostiras Ovryas, Astrapi Psarofai, Achilleas Kamares, DP Oleniakos und AE Perivola.
Am 30. April 2012 erlag er in Patras einem Krebsleiden.